# Воздвиженка (Половинський округ)
Воздви́женка (рос. Воздвиженка) — присілок у складі Половинського округу Курганської області, Росія.
Населення — 92 особи (2010, 143 у 2002).
Національний склад станом на 2002 рік:
- казахи — 56 %
- росіяни — 42 %